# Широко поле
Широко поле е село в Южна България. То се намира в община Кърджали, област Кърджали.

## География
Село Широко поле се намира в планински район, на брега на река Арда или по-точно на брега на язовир „Студен кладенец“.

## Население
Численост и дял на етническите групи според преброяването на населението през 2011 г.:
|                     | Численост | Дял (в %) |
| Общо                | 756       | 100,00    |
| Българи             | 0         | 0,0       |
| Турци               | 703       | 92,98     |
| Цигани              | 0         | 0,00      |
| Други               | 0         | 0,00      |
| Не се самоопределят | 0         | 0,0       |
| Неотговорили        | 39        | 5,15      |

## Културни и природни забележителности
Над селото се издига планината Асара с едноименната крепост според местните жители или крепостта „Моняк“ според историците. Според преданията крепостта е била използвана от „дженевизлер“ – предполагам това в превод трябва да са „генуезци“, тогавашните кръстоносци. На около 200 – 300 метра под върха има многобройни гробове, издълбани в скалите. Единият от гробовете ярко се откроява – той е за двама – царският гроб, както го наричат местните жители. До него има по-малък гроб и в западната му част е издълбан кръст – същият като на кръстоносците от филмите. На изкачване към върха се намират пещерата „Карангил“ и чешмата „Секиз ялаклъ“ до нея, построена в началото на 20 век.

## Галерия
- Поляна
- Около училището
- Гарата